# Lindelse Nor
Lindelse Nor är en vik i Danmark. Den ligger i Region Syddanmark, i den södra delen av landet. Kring viken finns jordbruksmark och gräsmarker.